# Jeanne Moreau

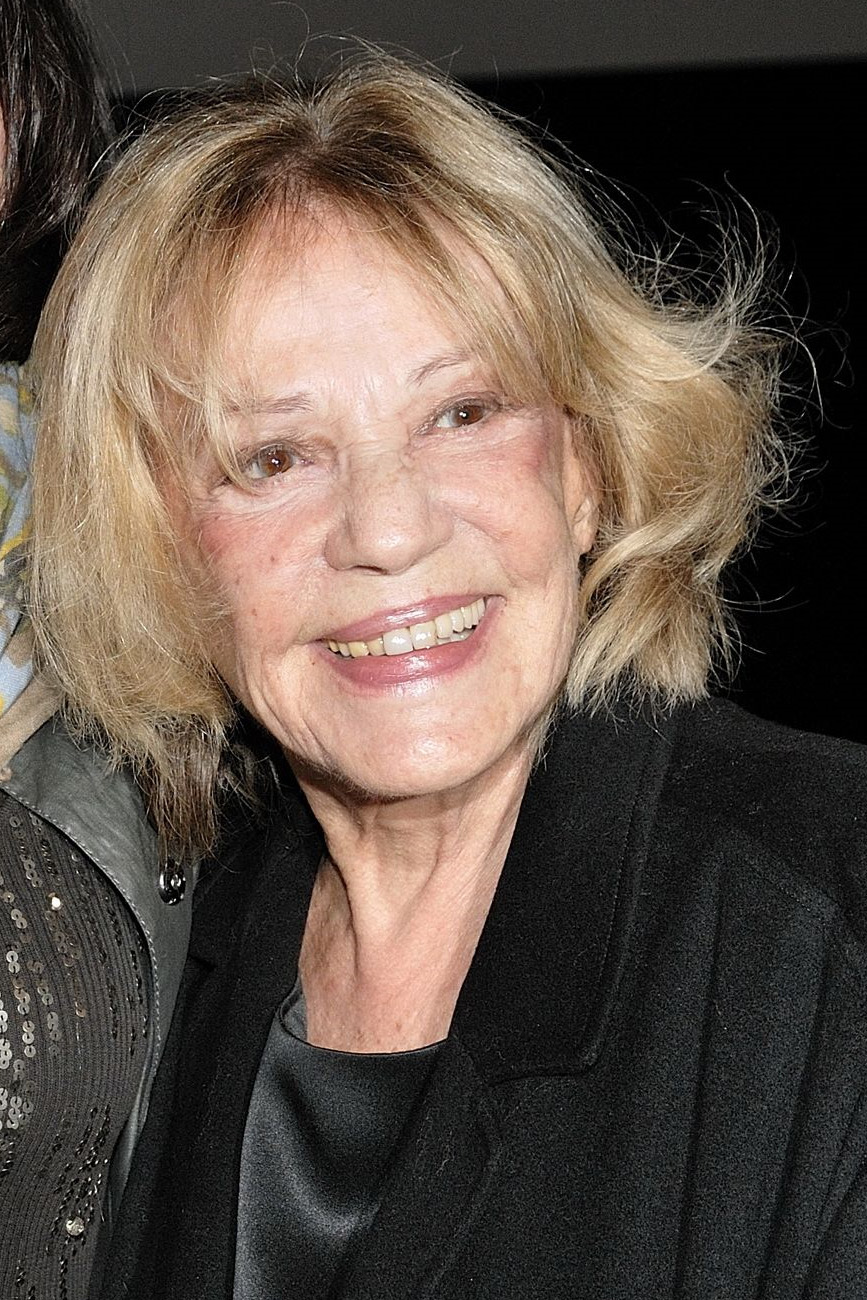
Jeanne Moreau, 2009.

Jeanne Moreau, född 23 januari 1928 i Paris, död 31 juli 2017 i Paris, var en fransk skådespelare. Hon var en av Frankrikes ledande och mest respekterade aktriser under 1900-talets senare hälft. Hon framträdde även som sångerska.

## Biografi
Jeanne Moreau studerade vid Dramatiska teaterskolan i Paris och gjorde såväl scen- som filmdebut 1948. Medan hennes teaterkarriär omgående blev en stor succé, bland annat vid Comédie-Française, hade hon mindre framgång på filmduken. 
Hon fick sitt genombrott i Hiss till galgen (1958), i regi av Louis Malle. För sin roll i Peter Brooks Moderato cantabile (1960) fick hon utmärkelsen Bästa kvinnliga skådespelare vid filmfestivalen i Cannes 1960. Hon levde enligt recensionerna upp till förväntningarna i filmerna Natten (1961), Jules och Jim (samma år) och Eva (1962).
Moreau kom sedan under tre årtionden att förbli Frankrikes ledande och mest respekterade aktris. Hon sågs som inkarnationen av fransk kvinnlighet – intelligent, intuitiv, sofistikerad och sensuell.[källa behövs]
Moreau var gift tre gånger.

## Filmografi i urval
- 1954 – Grisbi – blod på guldet
- 1957 – Hårda bud, Mr. Steve
- 1958 – Hiss till galgen
- 1958 – De älskande
- 1959 – De 400 slagen
- 1959 – Farliga förbindelser
- 1960 – Moderato cantabile
- 1961 – Natten
- 1961 – En kvinna är en kvinna
- 1962 – Jules och Jim
- 1962 – Processen
- 1962 – Eva
- 1963 – Änglabukten
- 1963 – Tag mitt liv
- 1964 – En kammarjungfrus dagbok
- 1964 – Tåget
- 1964 – Den gula Rolls-Roycen
- 1965 – Viva María!
- 1965 – Falstaff
- 1968 – Bruden bar svart
- 1968 – En odödlig historia
- 1970 – Monte Walsh
- 1974 – Flörtkulorna
- 1976 – Mr. Klein
- 1976 – Den siste magnaten
- 1976 – Kvinnolek
- 1982 – Matrosen och stjärnan
- 1990 – Nikita
- 1991 – Till världens ände
- 1992 – Älskaren
- 1992 – Hjärtats skamvrå
- 1995 – Bortom molnen
- 1995 – Katharina den stora (TV-film)
- 1996 – Älskar, älskar inte
- 1997 – Häxkärlek
- 1998 – För evigt
- 2002 – Samhällets olycksbarn (TV-serie) (fyra avsnitt)
- 2005 – Tiden som finns kvar
- 2007 – Chacun son cinéma (delen "Trois Minutes")